# Proszek kakaowy

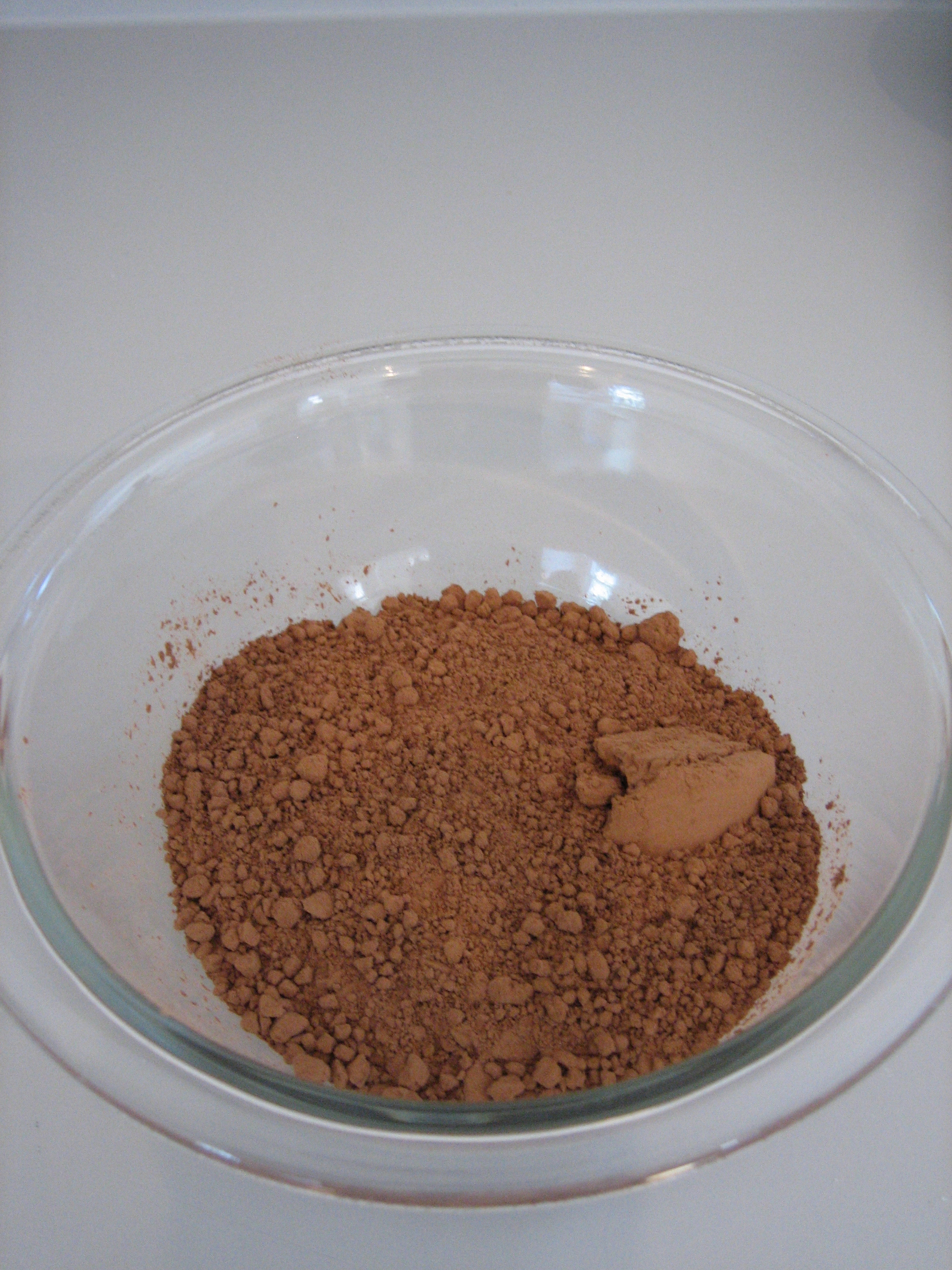

Proszek kakaowy (kakao) – substancja otrzymywana poprzez mielenie i przesiewanie kuchu kakaowego, będącego pozostałością po wytłaczaniu masła (tłuszczu) kakaowego z masy kakaowej. Stanowi podstawowy składnik napojów kakaowych.
Proszek kakaowy zawiera najwyżej 20% masła kakaowego. Oprócz tłuszczu zawiera także ok. 20% białka, 40% węglowodanów. Ma barwę ciemnobrązową i gorzki smak. 